# ولاية أوشون
ولاية أوشون (بالإنجليزية: Osun State)‏ هي ولاية داخلية غير ساحلية تقع في القسم الجنوبي الغربي من نيجيريا. تحُد ولاية كوارا ولاية أوشون من الشمال، ومن الشرق تحُدها ولاية إيكيتي وبعض الأجزاء من ولاية أوندو، أما من الجنوب فتحُدها ولاية أوغون، بينما تحُدها من الغرب ولاية أويو. تُعد مدينة أوسوغبو عاصمة الولاية، بينما يتولى أديغبويغا أويتولا [الإنجليزية] منصب مُحافظ الولاية حاليا، حيث فاز في انتخابات المُحافظين في سبتمبر 2018. تولى أديغبويغا منصب المُحافظ بعد أن فاز في الانتخابات مرتين، حيث فاز في انتخابات الإعادة في 27 سبتمبر 2018، وذلك بعد أن أعلنت اللجنة الوطنية المُستقلة للانتخابات أن نتيجة انتخابات المُحافظين في الولاية في 22 سبتمبر 2018 غير حاسمة. تقع في ولاية أوشون العديد من المعالم المشهورة في نيجيريا، بما في ذلك حرم جامعة أوبافيمي آولو [الإنجليزية]، التي تُعد إحدى أبرز مؤسسات التعليم العالي في نيجيريا. يقع مقر جامعة أوبافيمي في مدينة إيل إيفو القديمة، التي كانت سابقا مركزا مُهما للتطور السياسي والديني للثقافة اليوروبية. تضُم ولاية أوشون مُدنا مُهمة أُخرى إلى جانب العاصمة أوسوغبو، ومن بينها مُدن إيراغبيجي وإيكيرون وإيلا أورانغون وإيجيبو جيسا وإيدي وإيو وإيجيغبو وإيبوكون وأودي أومو وإيفيتيدو وإيسا أوكي وإيليسا وأوكوكو وإيغباجو.

## التاريخ
تأسست ولاية أوشون الحديثة في 27 أغسطس 1991، حيث كانت سابقا جُزءا من ولاية أويو. اشتُق اسم الولاية من نهر أوشون [الإنجليزية]، وهذا الأخير هُو ينبوع طبيعي مُبجل في الثقافة اليوروبية، حيث أنه مظهر من مظاهر آلهة يوروبية تحمل الاسم نفسه.[بحاجة لمصدر]
دشن مُحافظ الولاية السابق أولاغنسوي أويينلولا حجر أساس مبنى جامعة ولاية أوشون [الإنجليزية]، إضافة لستة فروع للجامعة في مُدن أوسوغبو وأوكوكو [الإنجليزية] وإيكيري وإيجيغبو وإيفيتيدو وإيبيتو إيجيشا. تُنظم في ولاية أوشون أحداث ثقافية مُهمة، على غرار مهرجان أوري أوك وإيونغون في إيراغبيجي [الإنجليزية]، ومهرجان أولوجو في إيفي، وأيضا مهرجان أوشون أوسوغبو.[بحاجة لمصدر]

## الثقافة

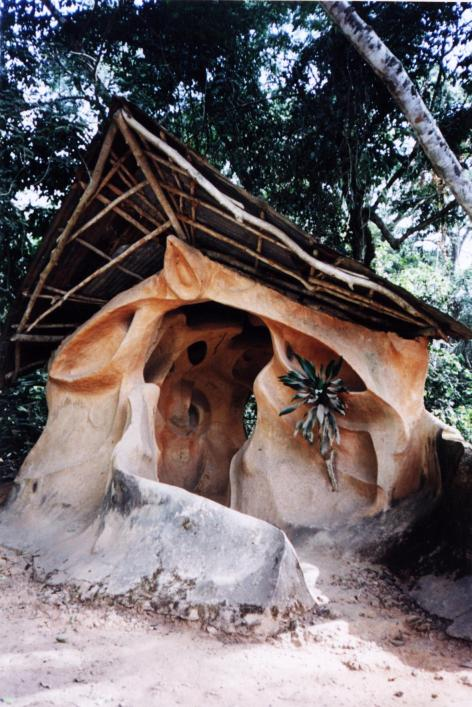
غابة أوشون أوشوغبو المقدسة

في كل سنة، يأتي أتباع الآلهة أوشون [الإنجليزية]، أحد آلهة أوريشا (الآلهة التقليدية لشعب اليوروبا)، من جميع أنحاء العالم لحضور مهرجان أوشون أوسوغبو [الإنجليزية] الذي يُنظم في شهر أغسطس من كُل سنة. يأتي زوار المهرجان من دول عديدة مثل البرازيل وكوبا وترينيداد وغرينادا، ومن دول أخرى في الأمريكتين حيث يهتم الناس بالتراث الثقافي والتاريخي لشعب اليوروبا. تُقام الاحتفالات التقليدية السنوية والطقوس الدينية الأوشونية على طول ضفاف نهر أوشون، وذلك وفقًا للتقاليد اليوروبية القديمة.
تُقام الطقوس السنوية الدينية التي يُمارسها أتباع الألهة أوشون في غابة أوشون أوشوغبو المُقدسة، وتُعد هذه الغابة مركزا ثقافيا مُهما، وقد أعلنتها اليونيسكو موقعا للتُراث العالمي سنة 2005.

## التركيبة السكانية
تتكون التركيبة السكانية في ولاية أوشون من مجموعات عرقية مُتعددة، أبرزها مجموعات الإيفي والإيجيشا والأويو والإيبولو والإغبومينا التي تنتمي أساسا إلى شعب اليوروبا، هذا مع وجود تجمعات سُكانية تنتمي إلى عرقيات أخرى في نيجيريا. تُعد اللغتان اليوروبية والإنجليزية اللغتين الرسميتين في ولاية أوشون. أما بخصوص الجانب الديني، فإن الديانات الرئيسية في الولاية هي الإسلام والمسيحية والديانة الأوشونية القديمة.

## السياحة
تتوفر ولاية أوشون على مواقع جذب سياحي كثيرة، وذلك بحُكم تاريخها الغني وتُراثها الثقافي اليوروبي. أبرزها غابة أوشون أوشوغبو المُقدسة الذي اعترفت بها اليونسكو كموقع تُراث عالمي، وأيضا شلالات إيرين إيجيشا [الإنجليزية] التي تقع في منطقة إيرين إيجيشا. تقع ولاية أوشون على طول نهر يحمل نفس الاسم، ويُعد هذا النهر موطنا لإلهة الخصوبة «إيموجا» (بالإنجليزية: Yemoja)‏.

## الدين
تأسست ولاية أوشون في أغسطس 1991، وتضُم عددًا كبيرًا من السكان من الديانتين الإسلامية والمسيحية. من بين رجال الدين المُسلمين المشهورين الذين وُلدوا في ولاية أوسون، هُناك العالم المُقيم في لندن الدكتور عبد الفتّاح أبو عبد الله تَائيي أيجيري أديلابو، والذي وُلد في عاصمة الولاية أوسوغبو. هُناك أيضا القس جونسون أدي أوديويل الذي يُقيم في مدينة بوسطن في الولايات المُتحدة الأمريكية. تُقدم حُكومة ولاية أوشون خدمات لكُل من المُسلمين والمسيحيين في الولاية على حد السواء، وخاصة من خلال مجالس رعاية الحجاج.

## مناطق الحكم المحلية
تنقسم ولاية أوشون إلى ثلاث مناطق في مجلس الشيوخ الاتحادي، وتتكون كل منها من منطقتين إداريتين. تتكون الولاية من ثلاثين منطقة حكومية محلية، وهاته المناطق المحلية هي المُستوى الثالث من التقسيمات الإدارية في نيجيريا.
يُبين الجدول التالي مجموع مناطق الحُكم المحلية في ولاية أوسون وعواصم هاته المناطق:

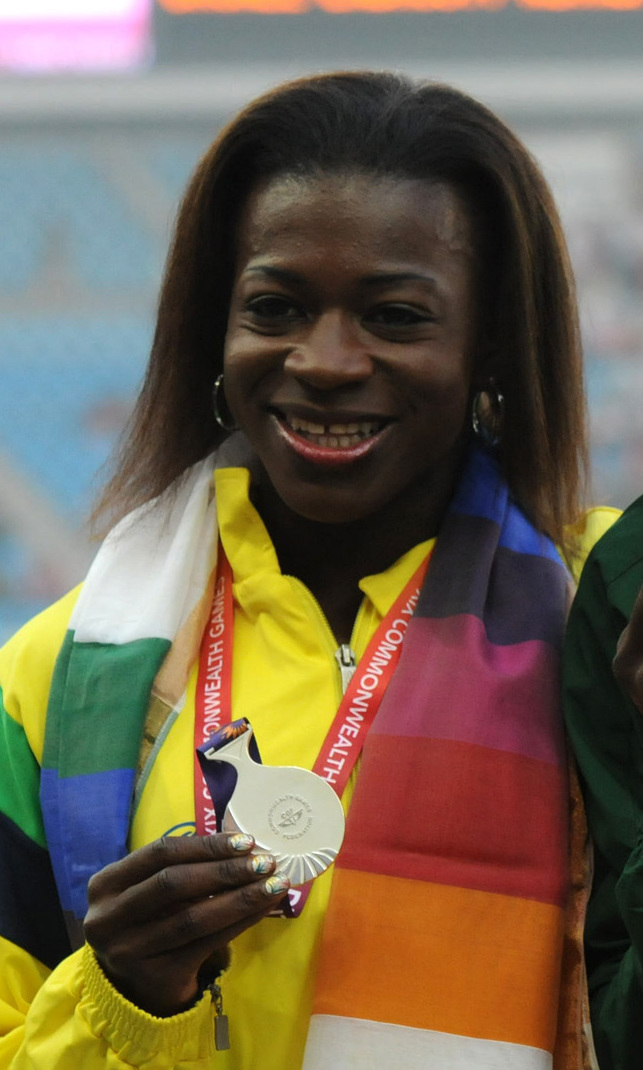
أولادامولا أوسايومي سنة 2010

| مناطق الحُكم المحلية | عاصمة المنطقة      |
| ------------------- | ------------------ |
| آيداد               | غبونغان            |
| آيديري              | إيل أوغبو          |
| أتاكونموسا الشرقية  | إيبريندو           |
| أتاكونموسا الغربية  | أوسو               |
| بولوادورو           | أوتان أييغباجو     |
| بوريبي              | إيراغبيجي          |
| إيدي الشمالية       | أوجا تيمي          |
| إيدي الجنوبية       | إيدي               |
| إيغبيدوري           | آوو                |
| إيجيغبو             | إيجيغبو            |
| إيفي المركزية       | إيل إيف            |
| إيفي الشرقية        | أوكي أوغبو         |
| إيفي الشمالية       | إيبتومودو          |
| إيفي الجنوبية       | إيفيتيدو           |
| إيفيدايو            | إوكي إيلا أورانغون |
| إيفلودون            | إيكيرون            |
| إيلا                | إيلا أورانغون      |
| إليسا الشرقية       | إليسا              |
| إليسا الغربية       | ساحة إيريجا        |
| إريبودون            | إيوبي              |
| إيريولي             | إيكيري             |
| إيسوكان             | أبومو              |
| إيو                 | إيو                |
| أوبوكون             | إيبوكون            |
| أودو أوتين          | أوكوكو             |
| أولا أولوا          | بودي أوسي          |
| أولوروندا           | إيغبونا، أوسوغبو   |
| أوريادي             | إيجيبو جيسا        |
| أورولو              | إيفون أوسون        |
| أوسوغبو             | أوسوغبو            |

## أعلام من الولاية

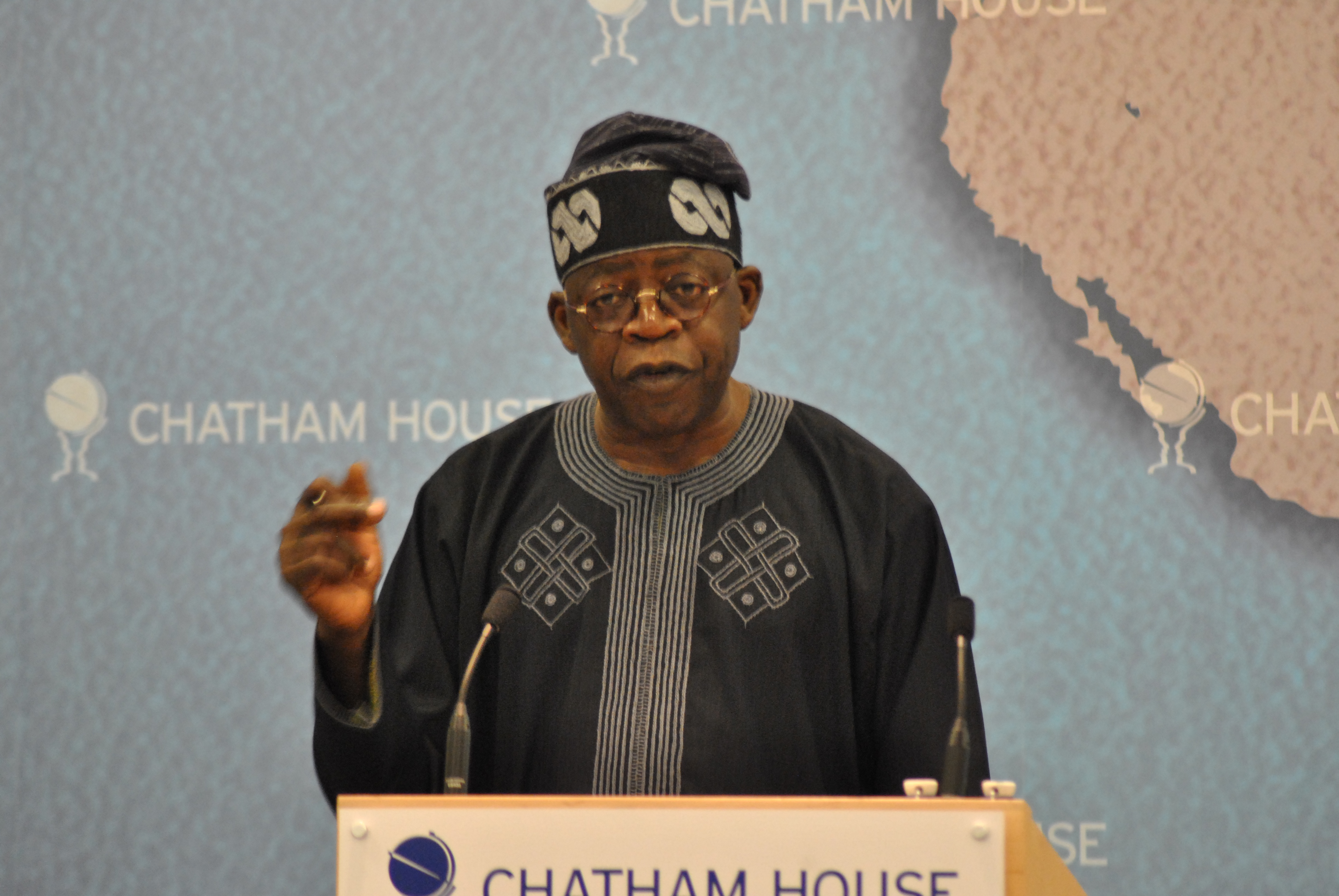
بولا تينوبو سنة 2011

- بولا تينوبو سنة 2011أولادامولا أوسايومي - عداءة مسافات قصيرة نيجيرية.
- توين أديغبولا - مُمثلة نيجيرية.
- بولا تينوبو - رئيس نيجيريا الحالي والسادس عشر.
- إينوك أديبوي [الإنجليزية] - مُشرف العام على إحدى الكنائس الرئيسية في نيجيريا.
- الدكتور أوين أديجوبي [الإنجليزية] - مُمثل سابق وكاتب مسرحي وشاعر شعبي.
- غبينغا أديبوي [الإنجليزية] - موسيقي ومُمثل كوميدي ومُقدم برامج إذاعية.
- الشيخ عبد الفتّاح أبو عبد الله تَائيي أيجيري أديلابو - عالم ورجل دين مُسلم.
- إيسياكا أديليكي [الإنجليزية] - سياسي نيجيري.
- أدبيسي أكاندي [الإنجليزية] - مُحافظ ولاية أوشون سابقا.
- الجنرال إيبولا آلاني أكينريناد [الإنجليزية] - رئيس أركان الجيش النيجري سابقا، كما كان أول رئيس لأركان الدفاع في نيجيريا.
- أكينلوي أكينيمي [الإنجليزية] - رائد نيجيري سابقا.
- بولاجي أموسان [الإنجليزية] - رجُل أعمال نيجيري في مجال تكنولوجيا المعلومات والاتصالات.
- أولوسولا أموسان [الإنجليزية] - رجل أعمال ومُقاول نيجيري.
- أوغبيني رؤوف آريغبيسولا [الإنجليزية] - مُحافظ ولاية أوشون سابقا.
- أولاكونلي جاميو عزيز [الإنجليزية] - رجل أعمال نيجيري.
- دافيدو - موسيقي نيجيري.
- باتريشيا إيتيه [الإنجليزية] ، سياسية نيجيرية وأول امرأة تتولى منصب رئيس مجلس النواب [الإنجليزية] في نيجيريا.
- دادي فريز [الإنجليزية] - مُقدم برامج إذاعية
- بولا إيجي [الإنجليزية] - (1930-2001) سياسي ومُحامي نيجيري.
- ويليام كومويي [الإنجليزية] - مُشرف عام على كنيسة (بالإنجليزية: Deeper Life)‏ المسيحية.
- دورو لاديبو [الإنجليزية] - مُمثل وكاتب مسرحي نيجيري.
- غابرييل أولاديلي أولوتولا [الإنجليزية] [13] - رئيس الكنسية الرسولية النيجيرية [الإنجليزية].[14]
- إيولا أوميسوري [الإنجليزية] - سياسي ومُهندس نيجيري.
- أولاغونسوي أوينلولا [الإنجليزية] - مُحافظ ولاية أوشون سابقا، كما شغل سابقا منصب الحاكم العسكري لولاية لاغوس.